# کنترل (آلبوم جنت جکسون)
کنترل (به انگلیسی: Control) سومین آلبوم استودیویی از هنرمند اهل ایالات متحده آمریکا جنت جکسون است که در ۴ فوریه ۱۹۸۶ توسط ای-اند-ام رکوردز منتشر شد.